# George-Pólya-Preis
George-Pólya-Preis (englisch George Pólya Prize), benannt nach George Pólya, heißen eine Gruppe von Auszeichnungen, die von der Society for Industrial and Applied Mathematics (SIAM) vergeben werden.

## Geschichte
Der George-Pólya-Preis wurde 1969 als Preis für Kombinatorik gegründet und ab 1971 alle vier Jahre vergeben.
Seit einer Zustiftung durch Stella V. Pólya wurde der Preis ab 1992 alle zwei Jahre und abwechselnd in Kombinatorik (combinatorial theory) und Mathematik (mathematics) vergeben.
2013 wurde anlässlich der Errichtung des George Pólya Prize for Mathematical Exposition (etwa „George-Pólya-Preis für Vermittlung von Mathematik“, erste Vergabe 2015) beschlossen, den George Pólya Prize in einen George Pólya Prize in Combinatorics (erste Vergabe 2016) und einen George Pólya Prize in Mathematics (erste Vergabe 2018) mit jeweils vierjährigem Vergeberhythmus aufzuteilen.

## Preisträger
George Pólya Prize
- 1971 Ronald Graham, Klaus Leeb, Bruce Lee Rothschild, Alfred W. Hales und Robert I. Jewett
- 1975 Richard P. Stanley, Endre Szemerédi und Richard M. Wilson
- 1979 László Lovász
- 1983 Anders Björner und Paul Seymour
- 1987 Andrew Yao
- 1992 Gil Kalai und Saharon Shelah
- 1994 Gregory Chudnovsky und Harry Kesten (mathematics)
- 1996 Jeffry Ned Kahn und David Reimer (combinatorial theory)
- 1998 Percy Deift, Xin Zhou und Peter Sarnak (mathematics)
- 2000 Noga Alon (combinatorial theory)
- 2002 Craig Tracy und Harold Widom (mathematics)
- 2004 Neil Robertson und Paul Seymour (combinatorial theory)
- 2006 Gregory F. Lawler, Oded Schramm und Wendelin Werner (mathematics)
- 2008 Van H. Vu (combinatorial theory)
- 2010 Emmanuel Candès und Terence Tao (mathematics)
- 2012 Vojtěch Rödl und Mathias Schacht (combinatorial theory)
- 2014 Adam W. Marcus, Daniel A. Spielman und Nikhil Srivastava (mathematics)
- 2018 keine Vergabe
- 2022 Antti Kupiainen, Rémi Rhodes, Vincent Vargas

George Pólya Prize for Mathematical Exposition
- 2015 Gerhard Wanner
- 2017 Nick Trefethen
- 2019 Steven Strogatz
- 2021 Nicholas J. Higham
- 2023 Hannah Fry
- 2025 Mason Porter

George Pólya Prize in Combinatorics
- 2016 József Balogh, Robert Morris und Wojciech Samotij; Andrew Thomason und David Saxton
- 2021 Assefaw Gebremedhin, Fredrik Manne, Alex Pothen